# Pokémon Heroes
Pokémon Heroes (劇場版ポケットモンスター 水の都の護神 ラティアスとラティオス?, Gekijōban Poketto Monsutā Mizu no Miyako no Mamorigami Ratiasu to Ratiosu, Pocket Monsters il film: Latias e Latios, le divinità guardiane della capitale acquatica), noto anche come Latias e Latios, è un film d'animazione del 2002 diretto da Kunihiko Yuyama e Jim Malone.
Si tratta del quinto lungometraggio dei Pokémon, preceduto dal cortometraggio Il campeggio di Pikachu (Camp Pikachu) in cui appaiono, oltre a Pikachu e ai due Pichu protagonisti di precedenti corti, alcuni Pokémon della terza generazione.

## Trama
Ash, Misty, Brock, Pikachu e Togepi raggiungono Altomare, una meravigliosa località costruita sul mare (ispirata alla città di Venezia). Ash, grazie all'incontro con Bianca e Lorenzo, viene a conoscere il segreto della Gemma dell'Anima che contiene l'anima di un Latios, scomparso per salvare la città da due Pokémon malvagi, Aerodactyl e Kabutops. Il Latios e il Latias che sorvegliano adesso la città, figli del Pokémon leggendario scomparso, stringono quasi subito una grande amicizia con Ash. Nel frattempo due membri del Team Rocket, Annie e Oakley, sono sulle tracce dei Pokémon e del gioiello e, con l'aiuto dei loro Espeon e Ariados, riescono a catturare Latios e a rubare la Gemma dell'Anima. In questo modo prenderanno il controllo dell'MDA (sigla di "Meccanismo Difensivo di Altomare") e con questa resusciteranno i Pokémon fossili, faranno ritirare le acque e causeranno la distruzione della gemma. Solo con l'intervento di Latios, che si sacrifica per salvare la città e i suoi abitanti dalla forza distruttiva di un maremoto formatosi in seguito al ritiro delle acque, le due sorelle rimarranno imprigionate dentro la macchina e i Pokémon malvagi rispediti al museo. L'anima del Pokémon genera quindi un'altra Gemma dell'Anima che prende il posto della precedente nella fontana di Lorenzo.

## Distribuzione

### Edizione italiana
Nella traduzione in lingua italiana, in quanto si rifà alla versione statunitense del film, è possibile notare alcune discordanze in diversi punti che rendono il lungometraggio differente dalla versione giapponese:
- Annie e Oakley nella versione italiana fanno parte del Team Rocket e fanno esplicito riferimento a Giovanni, mentre in quella giapponese sono delle semplici ladre di Pokémon.
- Nel prologo è stata tagliata una scena nella quale Annie e Oakley narravano la leggenda di Altomare.
- Una versione modificata della leggenda viene raccontata da Lorenzo ai protagonisti, facendo riferimento ad un allenatore malvagio, mai menzionato nell'originale.
- Nel passaggio all'America (e di conseguenza poi a tutta Europa) il video ha subito un taglio, passando dall'originale 16:9 al Pan and scan in 4:3; inoltre è stata applicata un'intensa tinta blu che ha scurito di molto tutte le immagini.

#### Doppiaggio
Nel doppiaggio italiano alcune mosse sono state tradotte in modo differente dai videogiochi. Ad esempio l'attacco Psicoraggio di Espeon (in inglese Psybeam) è stato trasformato in Psicolampo, mentre Millebave di Ariados (in inglese String Shot) è stato reso con Lacci Bavosi.

## Accoglienza

### Incassi
Negli Stati Uniti Pokémon Heroes ha avuto il peggior incasso tra i film dei Pokémon. Sono stati solamente 746 381 i dollari ottenuti da questo film, nonostante fosse stato trasmesso in 200 cinema. Internazionalmente ha ottenuto invece 20 867 919 dollari (13 474 474 euro). Comunque, come nel caso del precedente film, non è stato distribuito nelle sale cinematografiche in molti paesi, fra cui l'Italia.

## Riferimenti ad altri film
- Nascoste in alcune scene del film, appaiono immagini dei Pokémon protagonisti dei precedenti lungometraggi: Mewtwo, Lugia, Entei e Celebi.[7]
- Nei titoli di coda è presente una scena in cui Annie e Oakley leggono in prigione un libro riguardante Lawrence III, il cattivo del secondo film.

## Carte da gioco collezionabili
In occasione della proiezione giapponese è stato distribuito un set promozionale composto da 18 carte del Pokémon Trading Card Game raffiguranti, tra gli altri, i Pokémon di Altomare Xatu, Kabutops, Aerodactyl, Pidgeotto, Latias e Latios, il Crobat di Brock, il Politoed ed il Corsola di Misty, l'Ariados di Oakley, l'Espeon di Annie e la Gemma dell'Anima.